# Tóth Aladár (orvos)
Tóth Aladár (Antal) (Pécs, 1903. február 10. – Makó, 1976. február 21.) magyar fül-orr-gégész főorvos.

## Életpályája
Apja Tóth József Kálmán biztosítótársasági titkár, anyja Girardi Erzsébet volt. Általános iskolai tanulmányait Kolozsvárott végezte el. 1920-ban érettségizett. 1926-ban a Pázmány Péter Tudományegyetemen szerzett orvosi oklevelet. 1926–1927 között az egyetem bonctani intézetében volt tanársegéd. 1927–1930 között a II. sz. Sebészeti Klinikán műtőnövendék, közben sebész szakképesítést szerzett. 1930–1932 között a gégeklinikán dolgozott. 1931-ben fül-, 1932-ben orr- és gégebetegségekre szakosodott a Germán-féle Fülészeti Klinikán. 1931–1975 között Makó közkórházában fül-orr-gégész főorvos volt. 1944-ben Pest környékén diftériát kapott, így egy budai kórházban lábadozott; ahol fogságba esett. 1944. május 20-án szabadult.
1976. február 21-én hunyt el Makón agyvérzés következtében. Sírja a makói Római Katolikus Temetőben található.
Vallásossága az isteni hiten alapult. Úgy gondolta, hogy a kereszténység nem tan, hanem egy életforma. Apostoli munkája során mindig a kor adta esélyeket és helyi igényeket tartotta szem előtt. Önzetlenül segítette a szegényeket.

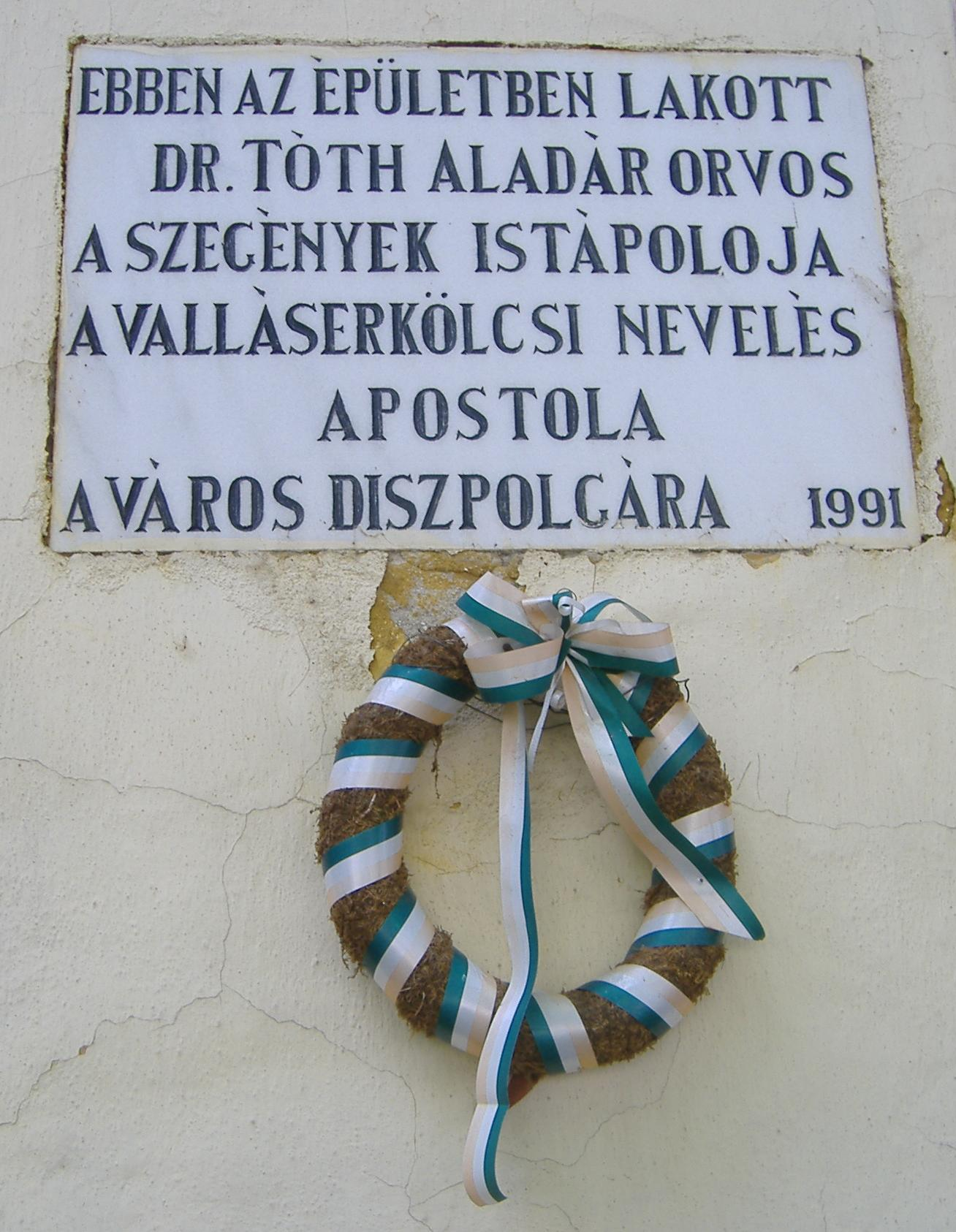
Dr. Tóth Aladár főorvos emléktáblája Makón.

## Magánélete
1932. október 18-án, Makón házasságot kötött Lator Franciskával.

## Emlékezete
- 1990-ben posztumusz díszpolgári címet kapott.
- 1990-ben Makón a Gagarin utcát Tóth Aladárról nevezték el.[7]
- 1991-ben Deák Ferenc utcai házát emléktáblával jelölték meg.[5]
- 1996-ban a makói Kiss Jenő Ferenc elkészítette a Tóth Aladár szobrot, amely a makói kórház előtt található.

## Díjai, elismerései
- Makó díszpolgára (1990)